# برينت ريان غرين
برينت ريان غرين (بالإنجليزية: Brent Ryan Green)‏ هو مخرج أمريكي، ولد في 19 مارس 1984 في أوكلاهوما سيتي في الولايات المتحدة.

## وصلات خارجية
- برينت ريان غرين على موقع IMDb (الإنجليزية)
- برينت ريان غرين على موقع ألو سيني (الفرنسية)
- برينت ريان غرين على موقع قاعدة بيانات الفيلم (الإنجليزية)
- برينت ريان غرين على موقع كينوبويسك (الروسية)